# Втеча в Єгипет (картина Ельсгаймера)
Втеча в Єгипет — картина німецького художника Адама Ельсгаймера, написана в 1609 році в Римі. Зберігається в Старій пінакотеці (Мюнхен).

## Короткий опис
Картина написана в стилі голландських майстрів і нагадує полотна Яна Брейгеля старшого. На маленькій площині художник поміщає різні джерела світла та поєднує їх у настроєво єдину картину. Картина розробляє біблійний сюжет втечі святого сімейства від Ірода, про що оповідається в Євангелії.
На картині привертає увагу особливо майстерно відображене зоряне небо. Адам Ельсгаймер тут не лише точно відобразив сузір'я, а ще й правильно відтворив Чумацький шлях, як послідовність незліченної кількості окремих зірок. Цим знанням Ельсгаймер завдячував знайомству з Галілео Галілеєм, Федеріко Чезі та з іншими тогочасними вченими, а також спостереженням зоряного неба за допомогою щойно винайденого тоді телескопа. На думку дослідників на картині відтворене зоряне небо, яке художник спостерігав 16 червня 1609 року близько 21.45 в околицях Риму. Астрономічні спостереження знайшли точне й майстерне відображення на картині «Втеча в Єгипет», яка зараз зберігається в Мюнхенській пінакотеці. Це з'ясували вчені Німецького музею в 2005 році. Місяць і зірки чумацького шляху, що зображені на картині, відповідають широті Риму.

## Рецепція
Картина Ельсгаймера мала помітний вплив як на сучасників, так і на пізніших майстрів: Гендрік Гауд, Пітер Пауль Рубенс, Рембрандт.
Німецький художник і теоретик мистецтва доби бароко Йоахим Зандрарт у своїй праці Teutschen Academie (1675), згадуючи про картину Адама Ельсгаймера «Втеча в Єгипет», висловився так: «Подібного раніше ніхто ще не робив, це твір, який одночасно у всіх своїх деталях та в кожній окремій з них є абсолютно незрівнянним».

## Галерея — Втеча в Египет

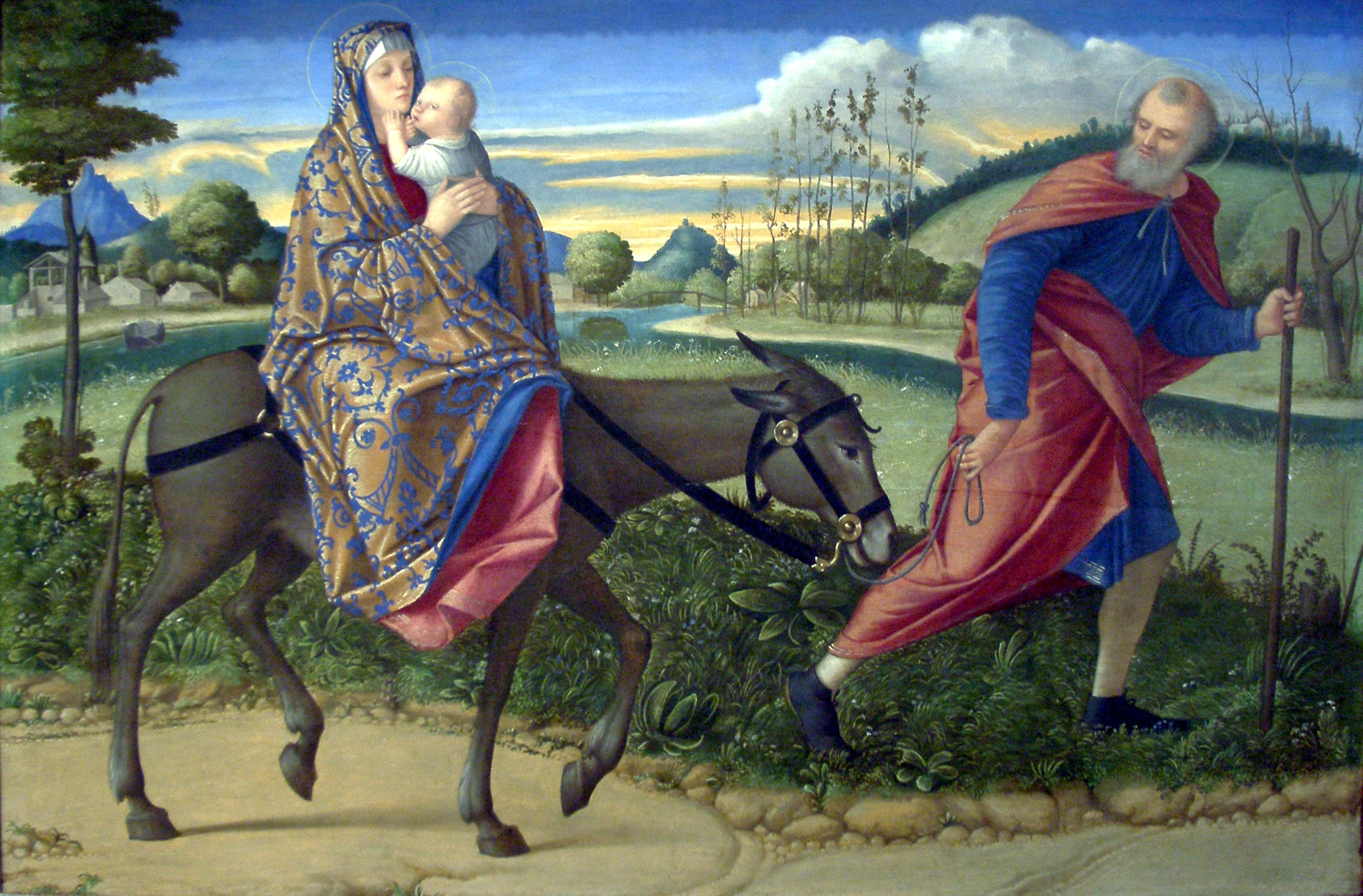
Вітторе Карпаччо, 1500
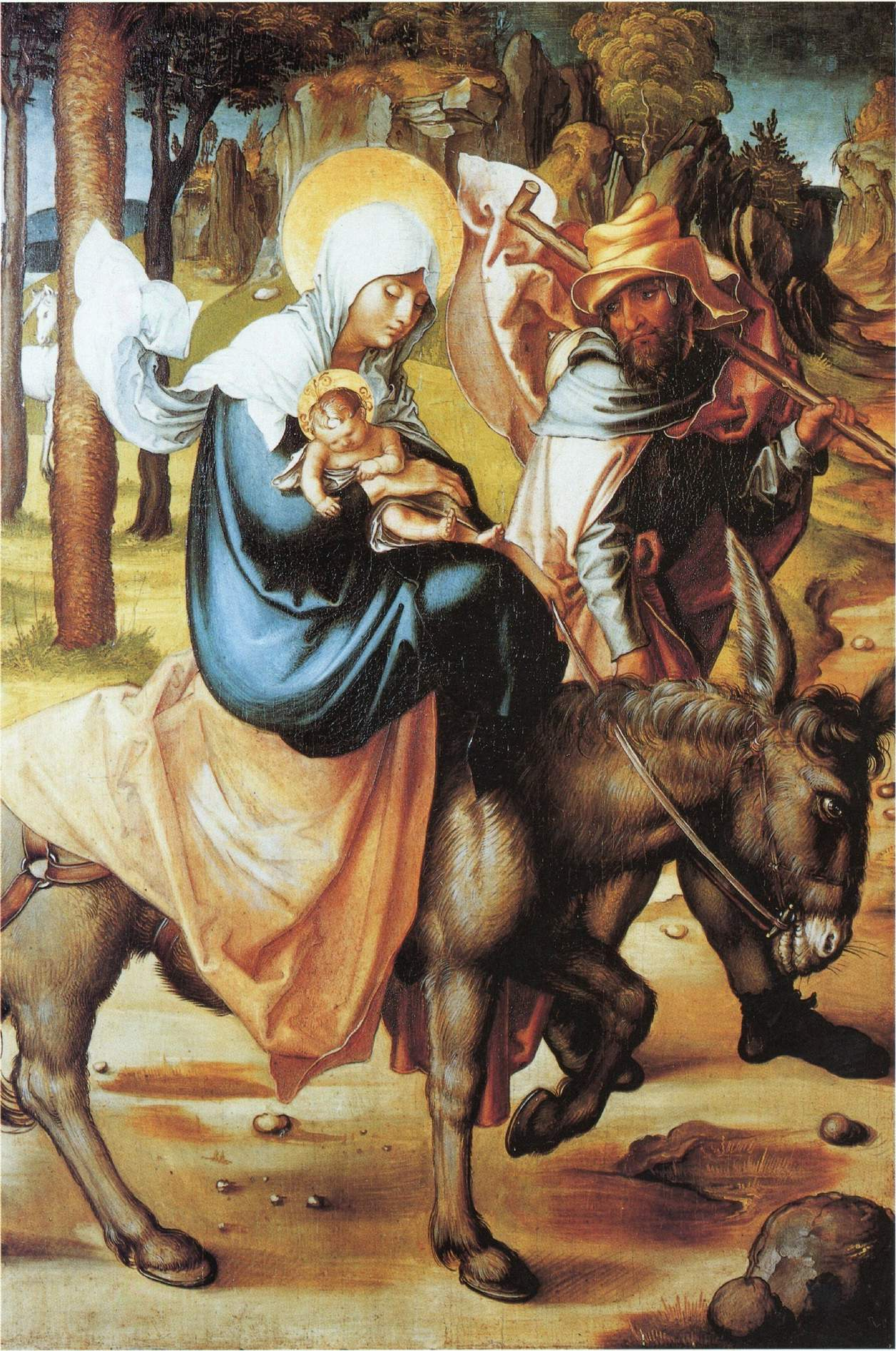
Альбрехт Дюрер
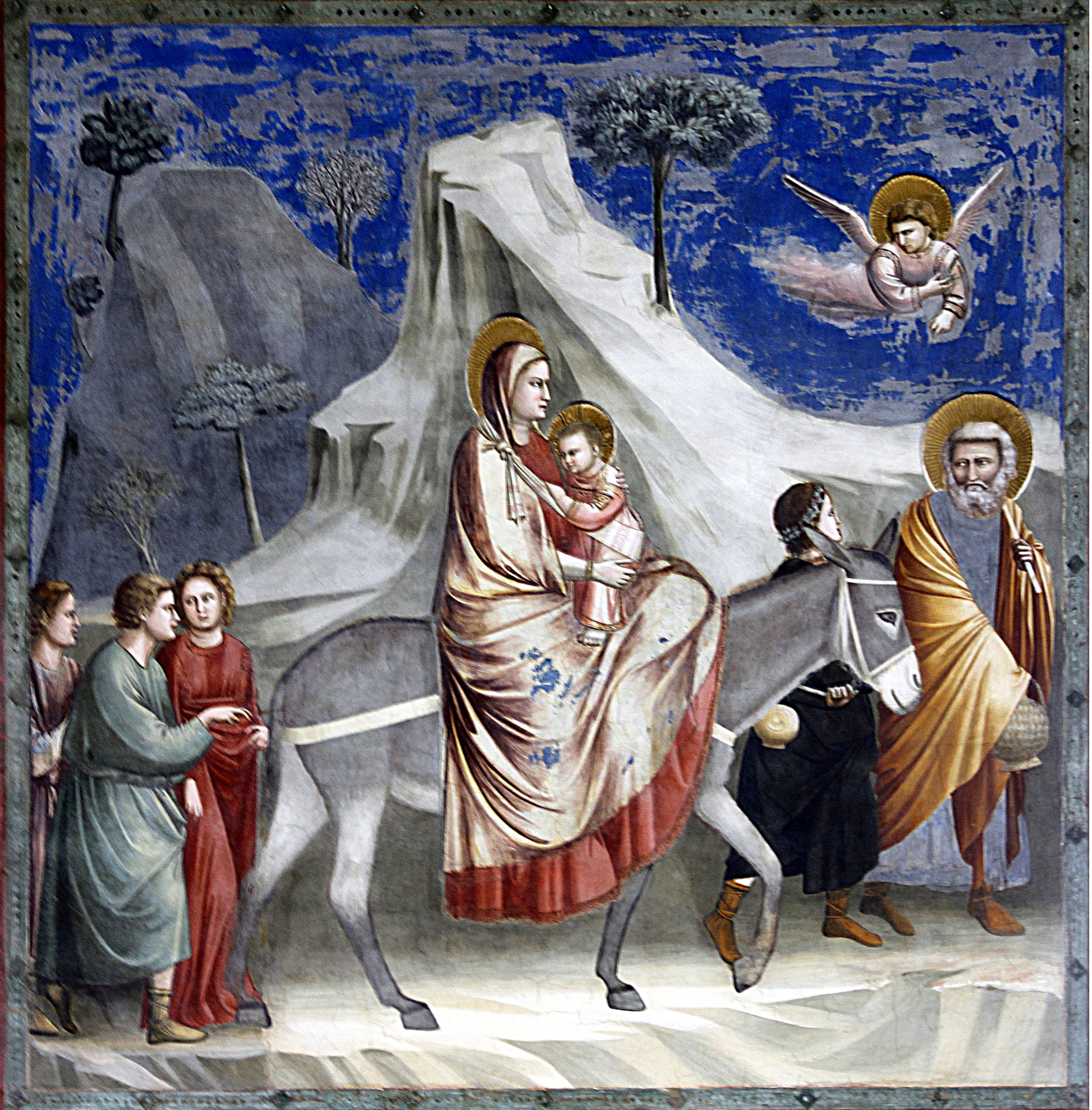
Джотто
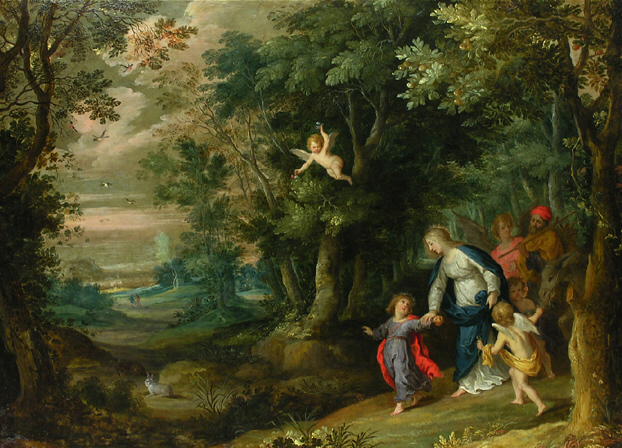
Ганс Роттенгаммер та Ян Брейгель старший
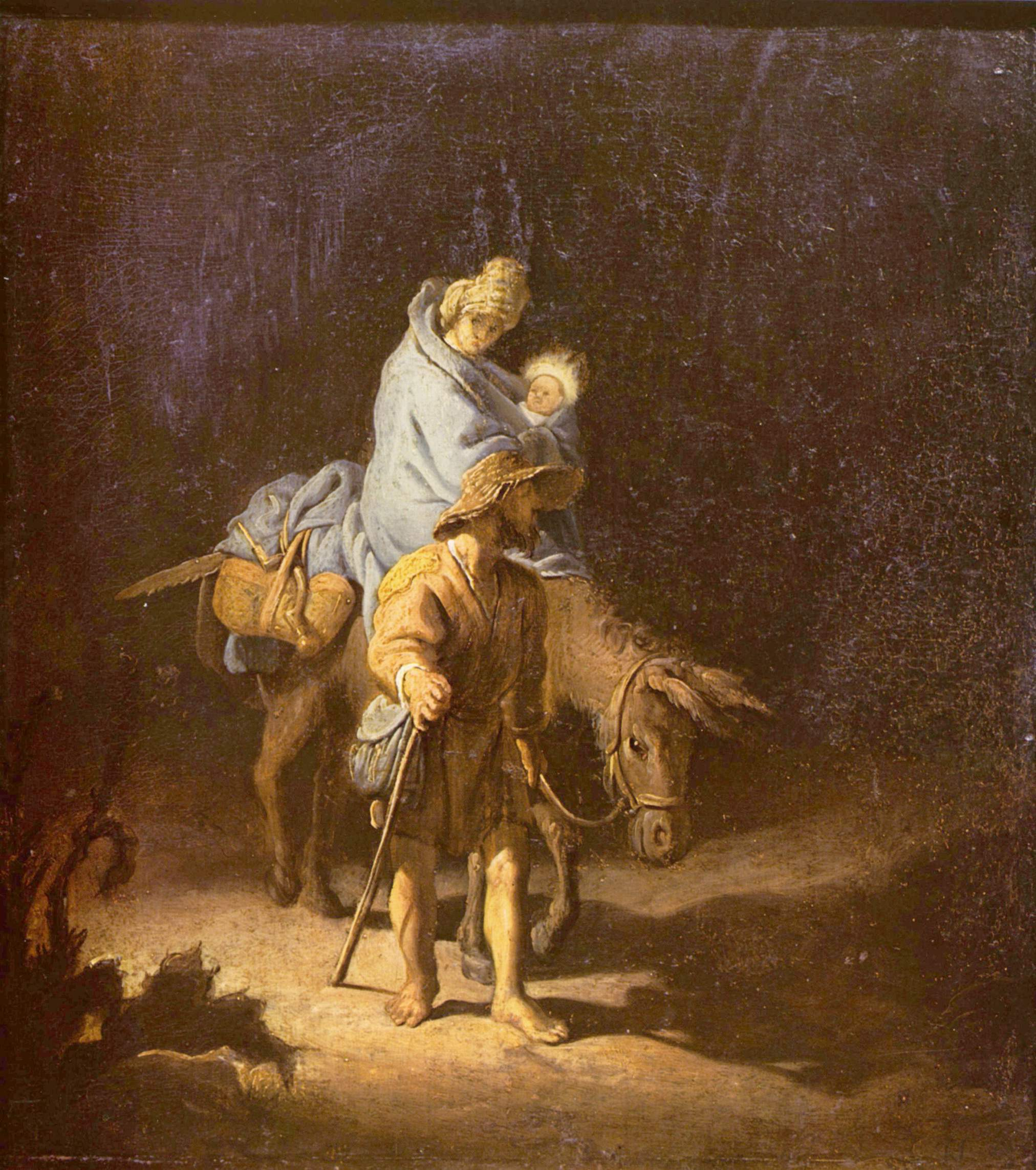
Рембрандт, 1626